# Phillip Menzel
Phillip Menzel (Kiel, 18 agosto 1998) è un calciatore tedesco, portiere del Saarbrücken.